# Hrabstwo Niobrara
Hrabstwo Niobrara (ang. Niobrara County) – hrabstwo w stanie Wyoming w Stanach Zjednoczonych. Obszar całkowity hrabstwa obejmuje powierzchnię 2627,90 mil² (6806,23 km²). Według szacunków United States Census Bureau w roku 2009 miało 2366 mieszkańców. Jego siedzibą administracyjną jest Lusk.
Hrabstwo powstało w 1911 roku. Jego nazwa pochodzi od rzeki Niobrara.

## Miasta
- Lusk
- Manville
- Van Tassell

## CDP
- Lance Creek